# Ламы (озеро)
Ла́мы — пресноводное озеро на северо-востоке Якутии, в Среднеколымском улусе. Расположено на просторах Колымо-Алазейской низменности, в левобережье среднего течения Колымы, в 26 км к юго-западу от озера Чёхчёнгёлёх и в 49 км к западу от озера Ружникова. Имеет лопастную форму, на западе в акваторию вдаётся мыс.  
Находится на высоте 34 м над уровнем моря. Площадь озера составляет 32,7 км², площадь водосбора — 296 км². Длина озера около 9,4 км, максимальная ширина в южной части — 6,1 км. Значимых притоков не имеет. На севере вытекает река Алмы-Сяне, впадающая в реку Слободу.
Берега низкие, преимущественно покрытые тундровым редколесьем, местами заболоченные. Остров в центральной части водоёма.
Ближайший населенный пункт, село Сылгы-Ытар, расположен примерно в 10 км к юго-востоку.